# Concorde (grusza)
Concorde – odmiana uprawna (kultywar) gruszy należąca do grupy grusz zachodnich. Jesienna odmiana angielska, wyhodowana w stacji doświadczalnej w East Malling w 1977, a w roku 1984 wpisana w Anglii na listę odmian. Krzyżówka odmian Konferencja i Komisówka.

## Morfologia
PokrójDrzewo rośnie umiarkowanie silnie. Tworzy koronę wzniesioną, o konarach odchodzących od przewodnika pod ostrym kątem, konieczne jest odpowiednie formowanie przez przyginanie i klamerkowanie pędów. Wytwarza dużą ilość krótkopędów.
OwoceDuże o kształcie butelkowatym, wydłużone. Zbliżone wyglądem do owoców Konferencji, lecz bardziej pękate. Skórka żółtawozielona, gładka, z delikatnym pomarańczowym rumieńcem. Czasem ordzawiona. Szypułka średniej długości, cienka. Kielich duży, otwarty, o działkach wzniesionych, osadzony w wąskim i dość płytkim zagłębieniu. Miąższ żółtobiały, kruchy, soczysty, lekko aromatyczny, kwaskowato-słodki.

## Zastosowanie
Jesienna odmiana deserowa. Polecana zarówno do uprawy towarowej, jak i amatorskiej, jako odmiana uzupełniająca dla Konferencji.

## Uprawa
Wcześnie wchodzi w okres owocowania, owocuje obficie, corocznie. Kwitnie średnio wcześnie. Jest dobrym zapylaczem. Dla regularnego plonowania oraz uzyskiwania dobrej jakości owoców wymagane jest przerzedzanie zawiązków.

### Podkładka i stanowisko
Jako podkładki zaleca się siewki gruszy kaukaskiej, oraz wszystkie typy pigwy, z którą zrasta się bardzo dobrze.

### Zdrowotność
Na mróz odporna, na parcha dość odporna, na zarazę ogniową wrażliwa. 

### Zbiór i przechowywanie
Zbiór owoców najczęściej przypada na trzecią dekadę września. Do spożycia nadają się w kilka dni po zbiorze. W chłodni zwykłej można je przechować przez 4 miesiące, w chłodni z kontrolowaną atmosferą nawet do pół roku.